# Хацукадзэ (эсминец)
Хацукадзэ (яп. 初風 ранний бриз) — японский эсминец типа «Кагэро». В военно-исторической литературе распространено название Хацукадзе. Седьмой по счёту из 19 эсминцев типа «Кагэро», построенных в 1937—1941 годах на японских верфях для Императорского Флота Японии в рамках «Третьей программы расширения военно-морских вооружений» (Maru San Keikaku).
Участвовал в сражении в Яванском море.

## Предыстория
Эскадренные миноносцы типа «Кагеро» были внешне практически идентичны эсминцам типа «Асасио», но с улучшениями, сделанными японскими конструкторами. Они были разработаны, чтобы сопровождать японские главные силы и отражать нападения ВМС США в дневное и ночное время по мере продвижения через Тихий океан, в соответствии с японскими военно-морскими стратегическими прогнозами. Несмотря на то что эсминцы типа «Кагеро» относились к одним из самых мощных кораблей своего класса в мире в момент их завершения, только один из 19 построенных выжил во время войны на Тихом океане.

## История
Заложен 3 декабря 1937 года на верфи «Kawasaki» (Осака), спущен 24 января 1939 года, вошёл в строй 15 февраля 1940 года.

### Вторжение в Юго-Восточную Азию
Во время нападения на Пёрл-Харбор, «Хацукадзэ» был включён в 16-й дивизион эсминцев 2-го флота и базировался на Палау. Использовался как часть эскорта для авианосца «Рюдзё» во время вторжения на Филиппины и минного заградителя «Яэяма».
В начале 1942 года «Хацукадзэ» участвовал во вторжении в Голландскую Ост-Индию, сопровождая силы вторжения в Манадо, Кендари и Амбон в январе, а также силы вторжения в Макассар, Тимор и Яву в феврале. 27—28 февраля эсминец участвовал в сражении в Яванском море, приняв участие в торпедной атаки на флот союзников. В течение марта занимался противолодочными операциями в Яванском море. В конце месяца сопровождал силы вторжения на Остров Рождества, а затем вернулся в Макассар. В конце апреля «Хацукадзэ» отплыл в Военно-морской арсенал Куре для технического обслуживания, прибыв туда 3 мая.
21 мая 1942 года «Хацукадзэ» отплыл с Куре в Сайпан, откуда как часть конвоя отбыл к острову Мидуэй. Из-за больших потерь в ходе битве за Мидуэй, вторжение было отменено и конвой удалился, не вступив бой. 16-му дивизиону эсминцев, в состав которого входил «Хацукадзэ», было приказано вернуться в Куре.

### Кампания у Соломоновых островов
14 июля 16-й дивизион эсминцев был включён в состав 3-го флота. 16 августа «Хацукадзэ» покинул Куре, сопровождая флот в сторону островов Трук. 24 августа эсминец сопровождал ударные силы адмирала Нагумо в сражении у восточных Соломоновых островов. В течение сентября и октября «Хацукадзэ» патрулировал море от островов Трук к северу от Соломоновых островов. 26 октября во время битвы за Санта-Крус корабль сопровождал ударные силы, а 28 октября конвоировал повреждённые авианосцы «Сёкаку» и «Дзуйхо» до островов Трук. 4 ноября «Хацукадзэ» сопровождают авианосец «Дзуйкаку» из Трук в Куре, а затем занимался обучением во Внутреннем море. В январе 1943 года сопровождал «Дзуйкаку» из Трук на остров Шортлэнд.
10 января, сопровождая транспорты «Токио-экспресса», «Хацукадзэ» принял участие в потоплении американских торпедных лодок PT-43 и PT-112. При этом, эсминец получил тяжёлые повреждения при ударе торпеды (возможно, запущенной PT-112) и был вынужден удалиться в Трук для ремонта. В апреле «Хацукадзэ» отплыл в Куре для более серьёзного ремонта. В сентябре эсминец сопровождал линкор «Ямато» от Куре до Трука. В конце сентября и снова в конце октября, «Хацукадзэ» сопровождал главный флот из Трука в Эниветок и обратно, из-за угрозы американские авиаудары в Центрально-Тихоокеанском регионе. Между этими двумя миссиями, в начале октября 1943 года эсминец кратко посетил Трук, чтобы помочь танкеру Hazakaya, который был торпедирован американской подводной лодкой.

### Последний бой
2 ноября 1943 года в ходе боя в заливе Императрицы Августы (остров Бугенвиль) «Хацукадзэ» был повреждён при столкновении с крейсером «Мёко» и в тот же день потоплен американскими эсминцами в точке 06°01′ ю. ш. 153°58′ в. д.. Из находившихся на борту погибли 164 человека, в том числе командир корабля, капитан-лейтенант Буити Ашида. Был удалён из списков военно-морского флота Японии 5 января 1944 года.